# Parawixia tomba
Parawixia tomba är en spindelart som beskrevs av Levi 1992. Parawixia tomba ingår i släktet Parawixia och familjen hjulspindlar. Inga underarter finns listade i Catalogue of Life.